# Siim Luts
Siim Luts (Tallinn, 12 marzo 1989) è un calciatore estone, centrocampista o attaccante del Paide e della Nazionale di calcio dell'Estonia.

## Palmarès

### Club

#### Competizioni nazionali
- Coppa d'Estonia: 1

Flora Tallinn: 2007-2008, 2008-2009
Paide: 2021-2022